# Manuel Marliani
 (février 2023).
Si vous disposez d'ouvrages ou d'articles de référence ou si vous connaissez des sites web de qualité traitant du thème abordé ici, merci de compléter l'article en donnant les références utiles à sa vérifiabilité et en les liant à la section « Notes et références ».
Manuel Marliani, né le 13 juillet 1795 à Cadix et mort le 5 janvier 1873 à Florence, est un écrivain, homme politique et diplomate espagnol d'origine italienne.

## Biographie
Manuel (en espagnol) ou Emanuele (en italien) ou Emmanuel (en français) Marliani est né à Cadix le 13 juillet 1795 et baptisé le lendemain dans la paroisse de San Antonio. Il est l'un des huit enfants nés du mariage de Giuseppe Marliani, négociant à Cadix, et de Françoise de Paule Cassens y Dufrenc, une Espagnole d'origine belge. La famille Marliani, d’origine milanaise, est alors très riche. Elle doit sa fortune à Pietro Marliani, le grand-père de Manuel, associé avec la famille Greppi à Cadix dans un établissement commercial, « Greppi Marliani et Compagnie », et dont Giuseppe Marliani est également devenu associé en 1777. 
Après le décès de Giuseppe Marliani en 1798, la mère de Manuel se remarie avec un Français, Louis Derville, et s’installe à Marseille. On ne sait presque rien de l’enfance et de l’adolescence de Manuel Marliani. On sait en revanche que, de 1811 à 1821, il vit à Milan chez son oncle Rocco Marliani (né en 1752 et mort en 1826, celui-ci était un avocat et une personnalité éminente de l'aristocratie milanaise). En 1814, âgé de 19 ans, il est employé aux Postes de Milan, et ce jusqu'en 1821. A la même époque, il devient également secrétaire du diplomate espagnol Eusebio Bardají, ambassadeur d'Espagne à Turin (et futur ministre des Affaires étrangères de l'Espagne en 1822 et 1836). En 1821, Marliani démissionne de son emploi aux Postes de Milan pour ne pas perdre sa citoyenneté espagnole (la Constitution espagnole avait en effet déclaré incompatible cette citoyenneté avec un emploi dans un pays étranger).

### Une jeunesse révolutionnaire
En 1822 Manuel Marliani, qui affiche des opinions libérales et progressistes, est jugé et condamné par contumace par les autorités autrichiennes pour haute trahison à cause de son implication dans le mouvement révolutionnaire milanais de 1820-21. L'enquête autrichienne n'a trouvé aucune preuve claire de son implication personnelle dans le mouvement, mais Manuel Marliani est tout de même reconnu coupable d'avoir servi d’agent de liaison entre révolutionnaires piémontais et lombards.
Cette condamnation conduit Marliani à passer plusieurs années en exil loin de l'Italie. De 1822 à 1835, il est d'abord en Espagne (jusqu'en 1823), puis à Gibraltar, à Londres et enfin en France. Il choisit de s'installer à Marseille et se lance dans l’activité industrielle, en devenant propriétaire de plusieurs moulins à vapeur. Le 14 octobre 1830, il épouse à Paris Charlotte de Folleville, veuve du baron Alexandre Laporte et fille du député royaliste du Calvados Louis de Folleville et de Charlotte Aupoix de Mervilly. C'est à partir de cette époque que les correspondances le désignent sous le nom de comte Marliani,,.
En 1833, il publie à Paris un premier ouvrage d’histoire, en français : L'Espagne et ses Révolutions.

### Une carrière de diplomate
Marliani revient finalement en Espagne en 1835 et le gouvernement espagnol le nomme Consul général d'Espagne à Paris le 8 septembre 1836. Marliani n’est pas un diplomate de formation mais il doit sa nomination à son succès dans une mission secrète en France qui lui a été confiée par le gouvernement espagnol.
En 1837, étant toujours Consul général, il est envoyé en mission spéciale à Londres pour négocier de délicates affaires financières au profit de la Couronne espagnole. Ayant joué avec brio ce rôle, la Reine régente, en récompense des services rendus, lui remet en décembre 1837 la Croix de chevalier de l’ordre de Charles III, décoration la plus prestigieuse en Espagne, normalement réservée aux seuls membres de la noblesse.
Malgré l'éclat de ses performances, Marliani est finalement contraint de se démettre de ses fonctions de Consul général le 25 septembre 1838. En effet, le gouvernement français ne lui renouvelle pas son accréditation. Pour quelles raisons ? Marliani est convaincu qu’il faut voir derrière ce refus les intrigues de l’ambassadeur autrichien auprès du gouvernement français.
Marliani reste toutefois à Paris. Sa maison au numéro 39 de la rue St-Dominique est devenue un lieu régulier de rencontre pour l’aristocratie, des artistes, des peintres, des musiciens, des écrivains et des chanteurs et surtout pour l'intelligentsia. L'âme de la maison est sa femme Charlotte, une amie très proche de l’écrivain George Sand et du peintre Eugène Delacroix, parmi beaucoup d'autres intellectuels et artistes. Un autre personnage fait partie du cercle de Marliani : le musicien Frédéric Chopin. Le lien entre eux est si grand que Charlotte Marliani est chargée des soins apportés à Chopin, de santé fragile, quand il est seul à Paris.
Après 1838, Marliani accomplit de nouvelles missions spéciales, à caractères diplomatiques ou économiques, toujours pour le compte de la Couronne espagnole. Ainsi, au début de 1839, il se rend à Berlin et à Vienne pour défendre la légitimité de la succession au trône espagnol d'Isabel II. La mission est un échec et Metternich lui-même refuse de le recevoir, l'accusant d'être impliqué dans les mouvements révolutionnaires de 1821 au Piémont. En mars 1839, il part à Londres pour négocier, avec succès cette fois, le futur traité de commerce hispano-britannique de 1840.
En 1840, Marliani cultive à nouveau son rôle d'historien et republie en Espagne son livre le plus célèbre, Historia política de la España moderna, la traduction espagnole de L’Espagne et ses Révolutions déjà mentionnée. L'importance de cette étude historique est telle qu'elle a été l'une des sources utilisées par Karl Marx et Frédéric Engels pour publier leurs articles sur l'Espagne dans le New York Daily Tribune en 1854.
Parallèlement, en novembre 1840, le gouvernement espagnol (sous la régence du général d'Espartero) le renomme consul d'Espagne à Paris. Une nouvelle fois, il doit démissionner le 4 octobre 1841 à la suite d'un nouveau refus d'accréditation du gouvernement français,,.

### Une carrière politique
Marliani se présente aux élections sénatoriales espagnoles de 1841 et il est élu sénateur pour la circonscription des îles Baléares, de 1841 à 1843. Mais la fin de la régence du général d'Espartero, dont il est proche, en 1843, lui fait de nouveau quitter l'Espagne. Il s'installe à Londres, où il réside de 1843 jusqu'à son retour en Espagne en 1849.
En 1850, contre les affirmations calomnieuses exprimées par Thiers dans son Histoire du Consulat et de l'Empire, Manuel Marliani publie à Madrid une étude historique sur la bataille de Trafalgar, Combate de Trafalgar : Vindicacion de La Armada Espanola, l'une de ses œuvres les plus accomplies et qui aura le plus d'impact ultérieur. Différents romanciers et historiens célèbres, comme Perez Galdos ou Modesto Lafuente s’en inspireront largement.
En 1851, après le succès de sa Bataille de Trafalgar, Marliani s'installe à Bologne, au cœur des États pontificaux, pour raison de santé. En janvier 1855, il est nommé directeur du Collège espagnol de Saint-Clément de Bologne, poste qu'il occupe jusqu'en octobre 1857.
Progressivement, il s’intègre dans la vie politique italienne et milite en faveur de l'unité nationale de l'Italie. Le 28 août 1859, il est ainsi élu député à l'Assemblée constituante de l'Emilie-Romagne, dans laquelle il appuie la proposition d'annexion au royaume de Piémont-Sardaigne. En même temps, il est élu député à deux reprises au Parlement italien par le collège de Budrio (VIIe et VIIIe législatures). Le 30 novembre 1862, il est finalement nommé par le roi Victor Emmanuel II sénateur du Royaume de l'Italie.
Parallèlement, ayant de bonnes relations avec la plupart des hommes d'Etat britanniques, il est envoyé en 1860 deux fois à Londres pour une mission non officielle de promotion de l’unité italienne. Marliani est renvoyé une nouvelle fois à Londres au printemps 1862 pour négocier un traité sur le commerce entre la Grande-Bretagne et l’Italie.
Entre temps, Marliani a épousé en secondes noces Giulia Mathieu (d'origine romano-savoyarde), de quarante-deux ans sa cadette, veuve et ayant eu une fille d'un premier mariage, et sœur du général Mathieu.
Outre l’unité italienne, l'abolition de la peine de mort est un autre projet que Marliani défend activement sur la scène politique italienne. Son argument contre la peine capitale est simple : il le résume avec une maxime latine : « Errare humanun est » et donc, « un châtiment irréparable représente un jugement infaillible, et l'homme ne l'est pas ».
En septembre 1868 éclate en Espagne la Glorieuse Révolution, provoquant la chute de la reine Isabelle II. Une nouvelle monarchie démocratique est créée en Espagne par la Constitution de 1869. Celle-ci établit la souveraineté nationale (qu'elle met entre les mains des Cortès), le suffrage universel, la liberté de la presse, puis d'association et de réunion, la liberté d'enseignement et de culte, bien que l'État s'engage à soutenir le culte catholique. Mais il est nécessaire de rechercher un nouveau roi pour occuper le trône vacant. Pour Marliani, c’est enfin l’occasion de favoriser l’arrivée d'une dynastie de tradition libérale en Espagne. Marliani penche pour la Maison de Savoie. A la fin de l'année 1870, le prince Amédée de Savoie (deuxième fils du premier roi d'Italie) est présenté comme candidat et il est élu roi par les Cortès espagnols. En signe de gratitude, parce qu'il avait activement contribué à ce projet, Marliani reçoit la Grande Croix de l'Ordre d'Isabelle la Catholique,,.
Le 5 janvier 1873, Manuel Marliani meurt dans la ville de Florence.

## Décorations
- Grand Croix de l'Ordre d'Isabelle la Catholique

- Chevalier de l’ordre de Charles III

## Œuvres
- L'Espagne et ses révolutions (1833)[5]
- Historia política de la España moderna (1840)[6]
- De la Influencia del Sistema prohibitivo en la Agricultura, Industria, Comercio, y rentas publicas (1842)[7]
- Combate de Trafalgar: Vindicacion de La Armada Espanola (1850)[8]
- 1854-1869. Un cambio de dinastía : la Casa de Borbón y la Casa de Saboya. Memoria (1869).